# Кардинал (виноград)
Кардина́л — американский столовый сорт винограда. Получен в 1939 году на Калифорнийской федеральной опытной станции во Фресно Э. Снайдером (E. Snyder) и Ф. Хармоном (F. Harmon). Ранее считалось, что сорт был получен в результате скрещивания сортов «Ахмар бу Ахмар» ('Flame Tokay') и «Альфонс Лавалле» ('Ribier'), но дальнейшие исследования показали, что это не соответствует действительности. Согласно результатам последним исследований, виноград является гибридом столовых сортов «Кенигин дер Вайнгертен» и «Рибье».

## География
Распространен в Италии, Марокко, Греции, Турции, Румынии, Франции, бывшей Югославии и др. В СССР Кардинал впервые был завезен в 1958 году из кооперативного питомника в городе Монпелье (Франция) в ампелографическую коллекцию Молдавского НИИ Садоводства, виноградарства и виноделия (НИИСВиВ). Включен в районированный сортимент винограда в Молдове и России.

## Основные характеристики
- Сорт раннего срока созревания и высокого качества. Отличается неравномерным созреванием гроздей и ягод. Созревает во второй декаде августа.
- Гроздь довольно крупная (длиной 20-28, шириной 14-18 см), цилиндро-коническая, рыхлая и очень рыхлая. Ножка грозди длинная (5-8 см), зеленая. Черешок зеленый, легко ломается. Масса грозди 340—500 г.
- Ягода крупная (длиной 20-30, шириной 19-22 мм), округло-овальная или овальная, иногда со скошенной вершиной и небольшой бороздкой на ней, фиолетово-красная, с дымчатым восковым налетом (данные промышленного виноградника, с невысоким уровнем агротехники — при хорошем уходе намного крупнее). Масса 100 ягод 600—700 г. Кожица сравнительно плотная, но легко разрывается. Мякоть мясисто-сочная, хрустящая, зеленовато-белая. Вкус винограда приятный, со слабо выраженным мускатным ароматом. В ягодах по 2-4 крупных семени. Коронка и верхние молодые листья молодого побега светло-зеленые, без опушения, со слабо-бронзовым оттенком на концах зубчиков.
- Рассеченность листьев средняя. Однолетний вызревший побег ярко-коричневый, узлы темно-коричневые. Лист крупный, округлый, среднерассеченный, пятилопастный, голый, блестящий, гладкий, иногда слегка волнистый. Верхние вырезы средней глубины и глубокие, чаще закрытые, со щелевидным или овальным просветом, нижние открытые, лировидные, узкие или в виде входящих углов. Черешковая выемка открытая, сводчатая, иногда с одной стороны окаймленная жилкой. Конечные зубцы треугольные, удлиненные, с округлыми вершинами и светлым окаймлением. Краевые зубчики треугольные, с выпуклыми сторонами (почти куполовидные) или пиловидные. Опушение отсутствует на обеих сторонах листа.
- Цветок винограда обоеполый.
- Вкус со слабо выраженным мускатным ароматом.
- Сахаристость 16-18 г/100 мл, кислотность 7-8 г/л.
- Высокотранспортабельный и лежкий.

## Генетика
В 2007 году были опубликованы результаты генетического исследования, показавшие, что сорт «кардинал» не является результатом предполагаемого скрещивания: если сорт «Альфонс Лавалле» действительно был родительским для «Кардинала», то ‘Flame Tokay’ таковым не был. Кроме того, обнаружилось, что ‘Flame Tokay’, считавшийся ранее синонимом сорта «Ахмар бу Ахмар», отличается от него: видимо, изменения произошли уже после распространения алжирского сорта по Калифорнии.